# Àsia Oriental (1984)

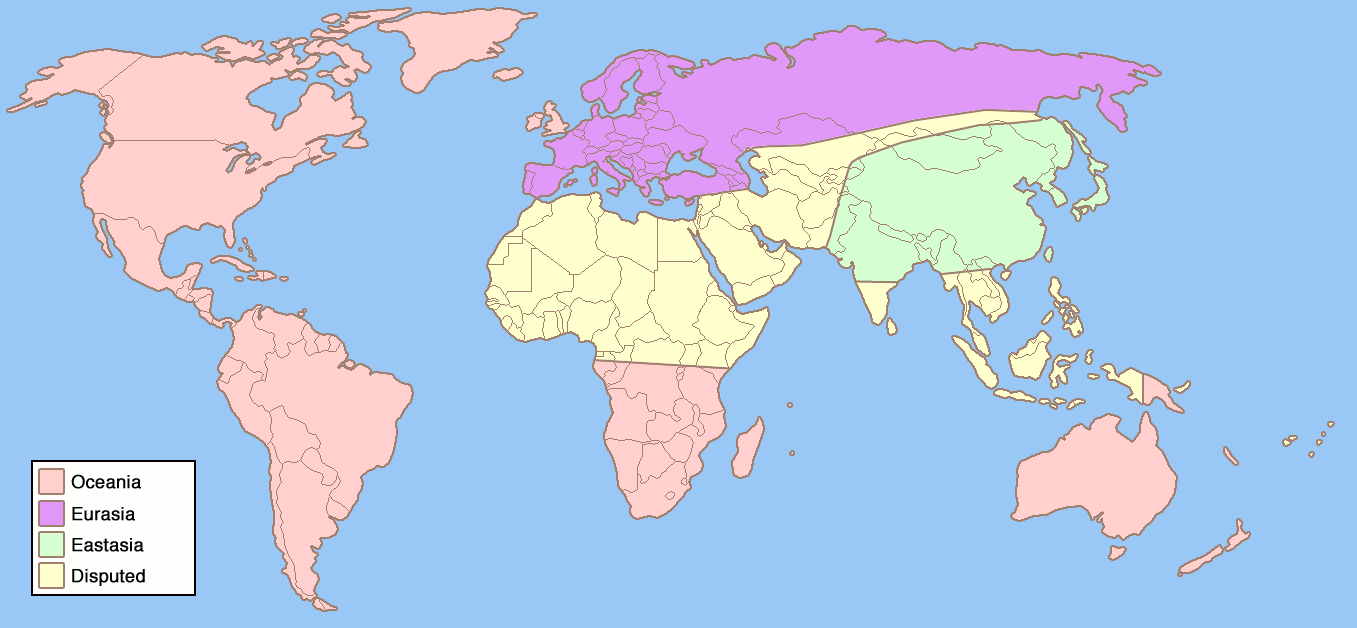
En aquest mapa es pot veure l'extensió territorial d'Àsia Oriental acolorida en verd.

Àsia Oriental (Eastasia en l'original anglès) és un dels tres superestats que queden món al futur distòpic presentat a la novel·la "1984" de George Orwell, juntament amb Oceania i Euràsia.
És la més recent i més reduïda de les tres potències, i les seves fronteres no són tan clarament definides. Com a mínim comprenen les actuals Xina, Japó, Corea, i territoris variables de l'extrem oriental de Rússia, Mongòlia, Índia, les Filipines, Indonèsia, i l'Orient Mitjà. Segons el llibre de Goldstein, Àsia Oriental és capaç de competir amb la major extensió i industrialització dels altres dos superestats gràcies a la fecunditat i laboriositat dels seus habitants.
Com el socang a Oceania o el neobolxevisme a Euràsia, l'estat s'estructura al voltant d'una ideologia que, segons la novel·la, "té un nom xinès traduït usualment com a Culte a la mort, però que potser s'expressaria més adequadament com a Obliteració d'un mateix."